# Sistema pensionistico pubblico
Il sistema pensionistico pubblico (detto anche sistema pensionistico obbligatorio o previdenza di primo pilastro) si ha quando un sistema pensionistico è gestito da un ente pubblico, secondo leggi di diritto pubblico.

## Descrizione
Il sistema pensionistico pubblico è finanziato attraverso l'imposizione fiscale, da cui deriva il termine obbligatorio, ossia con l'obbligo di pagare agli enti previdenziali i contributi obbligatori per le assicurazioni obbligatorie che assumono la forma di imposte dirette o imposte indirette a seconda dei soggetti contribuenti. Nel caso di gestioni in deficit il finanziamento è integrato con ulteriori trasferimenti dalla fiscalità generale. Da ciò discende dunque che le pensioni si pagano con le imposte.
La gestione finanziaria più diffusa è quella del sistema pensionistico senza patrimonio di previdenza detta impropriamente a ripartizione. Infatti le prestazioni previdenziali sono calcolate con una formula derivante da uno schema pensionistico con formula delle rendite predefinita che è slegato alla gestione a capitalizzazione dei contributi versati come avviene nei sistemi pensionistici privati che attuano il principio della capitalizzazione integrale.
Ciò comporta che le prestazioni pensionistiche sono derivate da scelte politiche e pertanto svolgono anche una funzione di politiche di redistribuzione dei redditi.